# (37660) 1994 PG22
1994 PG22 (asteroide 37660) é um asteroide da cintura principal. Possui uma excentricidade de 0.10838440 e uma inclinação de 12.40935º.
Este asteroide foi descoberto no dia 12 de agosto de 1994 por Eric Walter Elst em La Silla.